# Toepolev Tu-85
De Toepolev Tu-85 (Russisch: Туполев Ту-85) (NAVO-codenaam: Barge) was de laatste doorontwikkeling van de Tu-4, die vooral de problemen van het vliegbereik oploste, wat ervoor zorgde dat het toestel een echte intercontinentale strategische bommenwerper werd. Er zijn slechts twee toestellen gebouwd, met de eerste vlucht op 9 januari 1951. Tijdens de testen werd er een intercontinentaal bereik gehaald van 11.700 km met een bommenlading van 5.000 kg. Toch was hij toen al kwetsbaar voor Amerikaanse straaljagers. Het vliegtuig werd daardoor dus niet geproduceerd en de aandacht werd gelegd op strategische bommenwerpers met betere prestaties, zoals de turbojet aangedreven Tu-16 'Badger' en de turboprop aangedreven Tu-95 'Bear'.
Bommenwerpers: TB-1 · TB-3 · Tu-2 · Tu-4 · Tu-14 · Tu-16 · Tu-20 · Tu-22 · Tu-22M · Tu-26 · Tu-95 · Tu-126 · Tu-160

Gevechtsvliegtuigen: R-6 · Tu-28 · Tu-128  —  Verkenningsvliegtuigen: Tu-95 · Tu-142

Verkeersvliegtuigen: Tu-104 · Tu-114 · Tu-124 · Tu-134 · Tu-144 · Tu-154 · Tu-204 · Tu-214 · Tu-244 · Tu-334 · Tu-444

Overig/Experimenteel: ANT-1 · ANT-2 · ANT-4 · ANT-7 · ANT-16 · ANT-20 · ANT-58 · ANT-103 · Tu-70 · Tu-72 · Tu-75 · Tu-80 · Tu-85 · Tu-91 · Tu-96 · Tu-98 · Tu-102 · Tu-105 · Tu-107 · Tu-110 · Tu-116 · Tu-119 · Tu-125 · Tu-155 · Tu-156 · Tu-206 · Tu-216